# والاس روس
والاس روس هو مجدف كندي، ولد في 20 فبراير 1857 في ميمرامكوك في كندا، وتوفي في 26 نوفمبر 1895 في لندن في المملكة المتحدة.